# Le Mesnil-sous-Jumièges
Le Mesnil-sous-Jumièges – miejscowość i gmina we Francji, w regionie Normandia, w departamencie Sekwana Nadmorska. Przez miejscowość przepływa Sekwana. 
Według danych na rok 1990 gminę zamieszkiwało 571 osób, a gęstość zaludnienia wynosiła 83 osoby/km² (wśród 1421 gmin Górnej Normandii Le Mesnil-sous-Jumièges plasuje się na 408. miejscu pod względem liczby ludności, natomiast pod względem powierzchni na miejscu 542.).